# Plainfield (Wisconsin)
Plainfield es una villa ubicada en el condado de Waushara en el estado estadounidense de Wisconsin. En el Censo de 2010 tenía una población de 862 habitantes y una densidad poblacional de 206,46 personas por km².

## Geografía
Plainfield se encuentra ubicada en las coordenadas 44°13′4″N 89°29′50″O / 44.21778, -89.49722. Según la Oficina del Censo de los Estados Unidos, Plainfield tiene una superficie total de 4.18 km², de la cual 4.18 km² corresponden a tierra firme y (0%) 0 km² es agua.

## Demografía
Según el censo de 2010, había 862 personas residiendo en Plainfield. La densidad de población era de 206,46 hab./km². De los 862 habitantes, Plainfield estaba compuesto por el 90.49% blancos, el 0.35% eran afroamericanos, el 0.12% eran amerindios, el 0.46% eran asiáticos, el 0% eran isleños del Pacífico, el 7.31% eran de otras razas y el 1.28% pertenecían a dos o más razas. Del total de la población el 17.98% eran hispanos o latinos de cualquier raza.